# Pseudachorutes parvulus
Pseudachorutes parvulus är en urinsektsart som beskrevs av Börner 1901. Pseudachorutes parvulus ingår i släktet Pseudachorutes, och familjen Neanuridae. Arten är reproducerande i Sverige.